# Stenogobius zurstrassenii
Stenogobius zurstrassenii es una especie de pez de la familia de los Gobiidae en el orden de los Perciformes.

## Morfología
Los machos pueden llegar a alcanzar los 3,7 cm de longitud total y las  hembras 5,33.

## Hábitat
Es un pez de Agua dulce, de clima tropical y demersal.

## Distribución geográfica
Se encuentran en las islas menores de la Sonda (Indonesia).

## Observaciones
Es inofensivo para los humanos.